# Zoológico de Quito
El Zoológico de Quito (también llamado Zoológico de Guayllabamba y Quito Zoo) es el nombre que recibe un jardín zoológico ubicado en la parroquia de Guayllabamba que sirve a la ciudad de Quito, la capital Ecuador.
Fue inaugurado el 18 de agosto de 1997 por el entonces Alcalde Metropolitano, Jamil Mahuad y ocupa una superficie de unas 12 hectáreas (0,12 km²). Es administrado por la Fundación Zoológica del Ecuador, una ONG sin fines de lucro y miembro de la Asociación Latinoamericana de Jardines Zoológicos y Acuarios. 
La mayoría de animales en el zoológico son fauna oriunda del Ecuador, sin embargo también se pueden encontrar especies de otros países y continentes. El Zoológico de Quito es también una organización pionera en programas de conservación de fauna silvestre ecuatoriana.

## Ubicación y acceso
El Zoológico de Quito se ubica en la parroquia rural Guayllabamba, al nororiente de la zona urbana de Quito, es una parroquia de clima cálido y seco; el zoológico esta aproximadamente a 3 km de la carretera Panamericana. 
Para llegar al zoológico desde Quito en transporte público se debe tomar un bus del Corredor Central Norte (también conocido como Metrobús) hasta la estación de la Ofelia, ahí tomar un bus interparroquial hacia Guayllabamba, este bus deja a los viajeros en la panamericana donde se debe tomar un taxi o una camioneta para llegar hasta el zoológico o si quieres andando para hacer esfuerzo.

## Infraestructura
El Zoológico de Quito cuenta con 12 hectáreas en un terreno irregular, por lo cual su recorrido tiene pendientes y cuestas que lo hacen más lúdico y permite una mejor distribución de los hábitat de los animales. El zoológico contiene 27 ambientes o espacios con animales, dependiendo de las características de los mismos pueden ser desde corrales más básicos y fosas profundas a jaulas con temperatura controlada o edificios completamente cerrados. Destacan entre estos, la casa de animales nocturnos, la granja de animales domésticos (petting zoo), el aviario "tierra de pájaros", la exhibición de ranas marsupiales andinas y el herpetario.
El zoológico cuenta además con 2 senderos ecológicos, uno basado en el bosque seco y otro del bosque andino; un centro de visitantes con auditorio donde se exhiben programas de educación zoológica a la comunidad; un centro de educación sobre el bosque seco y una tienda de recuerdos o gift shop con merchadising oficial del zoo, el 50% de las ventas en esta tienda se destina a programas de conservación.

## Conservación
El Zoológico de Quito y la Fundación Zoológica del Ecuador son pioneros en programas de conservación de la fauna endémica del Ecuador, al año, llegan decenas de animales silvestres rescatados por la Unidad de Policía Ambiental, entonces son puestos en cuarentena y evaluados para decidir si se exhibiran en el zoológico o serán reintroducidos a su hábitat natural. 
En 2023, el Zoológico de Quito acogió a dos cocodrilos de la Costa (Crocodylus acutus) -un macho y una hembra- que se mantenían bajo cuidado humano en el zoológico El Pantanal de la ciudad costera de Guayaquil. Para que vivan en un espacio adecuado, el QuitoZoo cuenta ahora con un área de aproximadamente 300 metros cuadrados, especialmente destinada para estos cocodrilos.
El zoológico de Quito también es parte de los programas nacionales de conservación del cóndor andino, ave nacional del Ecuador, pero en serio peligro, las conductas reproductivas de esta especie hace que sea muy difícil la reproducción en cautiverio, sin embargo, en el Zoo hay una pareja de cóndores que un par de ocasiones se han reproducido exitosamente las crías de estos animales fueron puestos en libertad en las zonas de la Hacienda Zuleta, una zona de protección al cóndor andino
Otras especies que se han reproducido exitosamente han sido los jaguares que tuvieron una pareja de crías en 2015, los monos barizos, entre otros.
El Quito Zoo también es colaborador de los proyectos de conservación del tapir de montaña y en el proyecto Quito, tierra de osos para la conservación del Oso de anteojos en las parroquias noroccidentales del Distrito Metropolitano de Quito.